# Canis lupus italicus
Il lupo grigio appenninico o lupo italiano (Canis lupus italicus Altobello, 1921) è una sottospecie del lupo grigio originario della penisola italiana continentale, ma ormai diffuso anche sulle Alpi e in Francia. Sebbene non sia universalmente accettato come una sottospecie a parte dal tipico lupo grigio eurasiatico, possiede aplotipi e una morfologia cranica distinta.
È una sottospecie di taglia media, più piccola del lupo grigio eurasiatico, che vive in gruppi famigliari relativamente ridotti. Può occupare numerosi habitat diversi, dalle zone montane fino alle periferie di aree antropizzate. Si ciba principalmente di ungulati selvatici come cinghiali, cervidi e caprini ma non disdegna roditori, insetti, frutta e animali domestici.
Fu oggetto di una persecuzione secolare che lo ridusse a solo pochi centinaia di esemplari nei primi anni settanta del secolo scorso. Da allora, dopo essere stato incluso nella lista delle specie protette, il lupo grigio appenninico si è espanso, occupando dapprima tutte le zone montuose degli Appennini, quindi le Alpi Occidentali e successivamente la Francia, la Svizzera e la Spagna nord-orientale.
È considerato da alcuni come l'animale nazionale dell'Italia, sebbene la definizione non sia ufficiale.

## Descrizione

### Morfologia

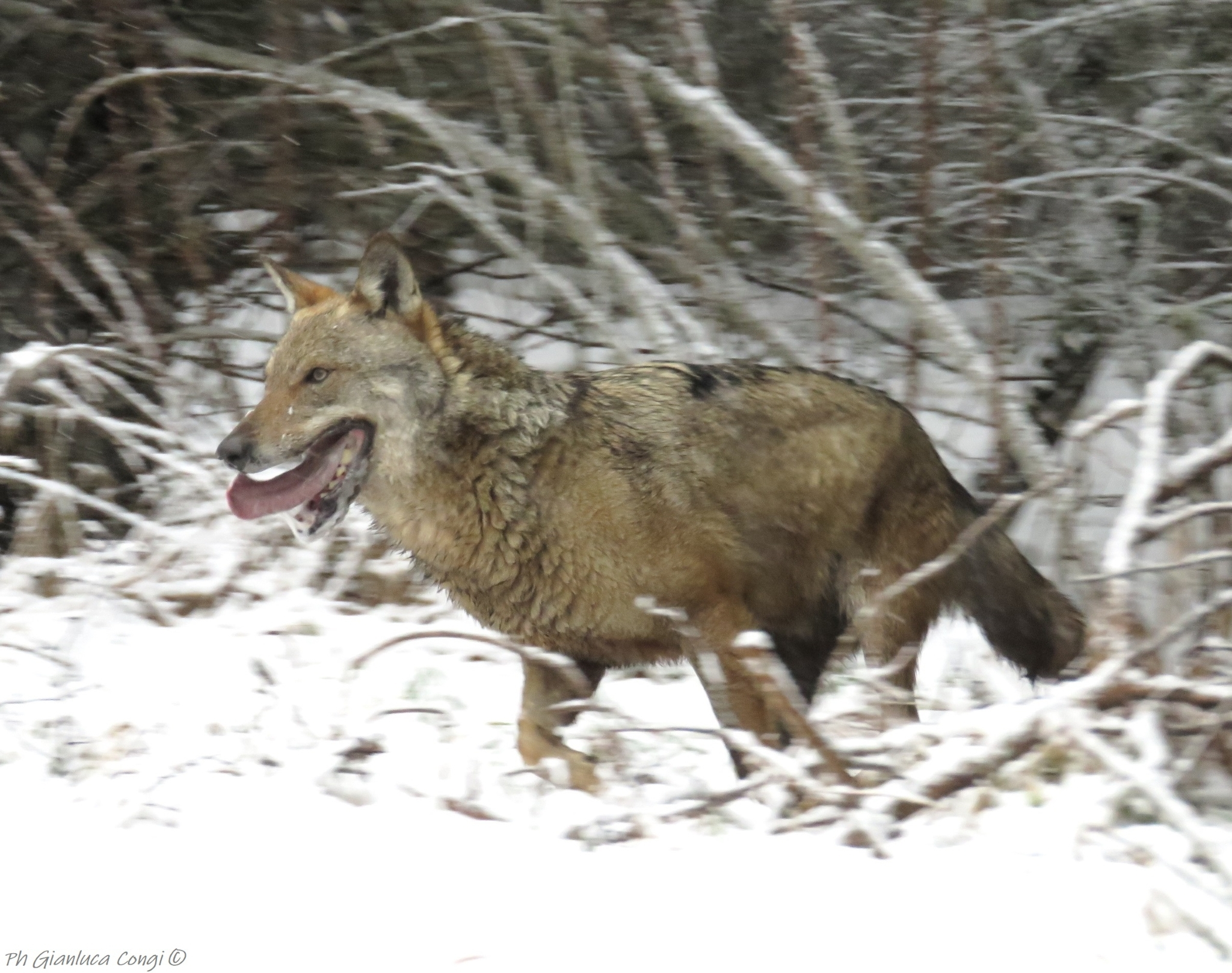
Lupo appenninico fotografato nel Parco nazionale della Sila (Calabria)

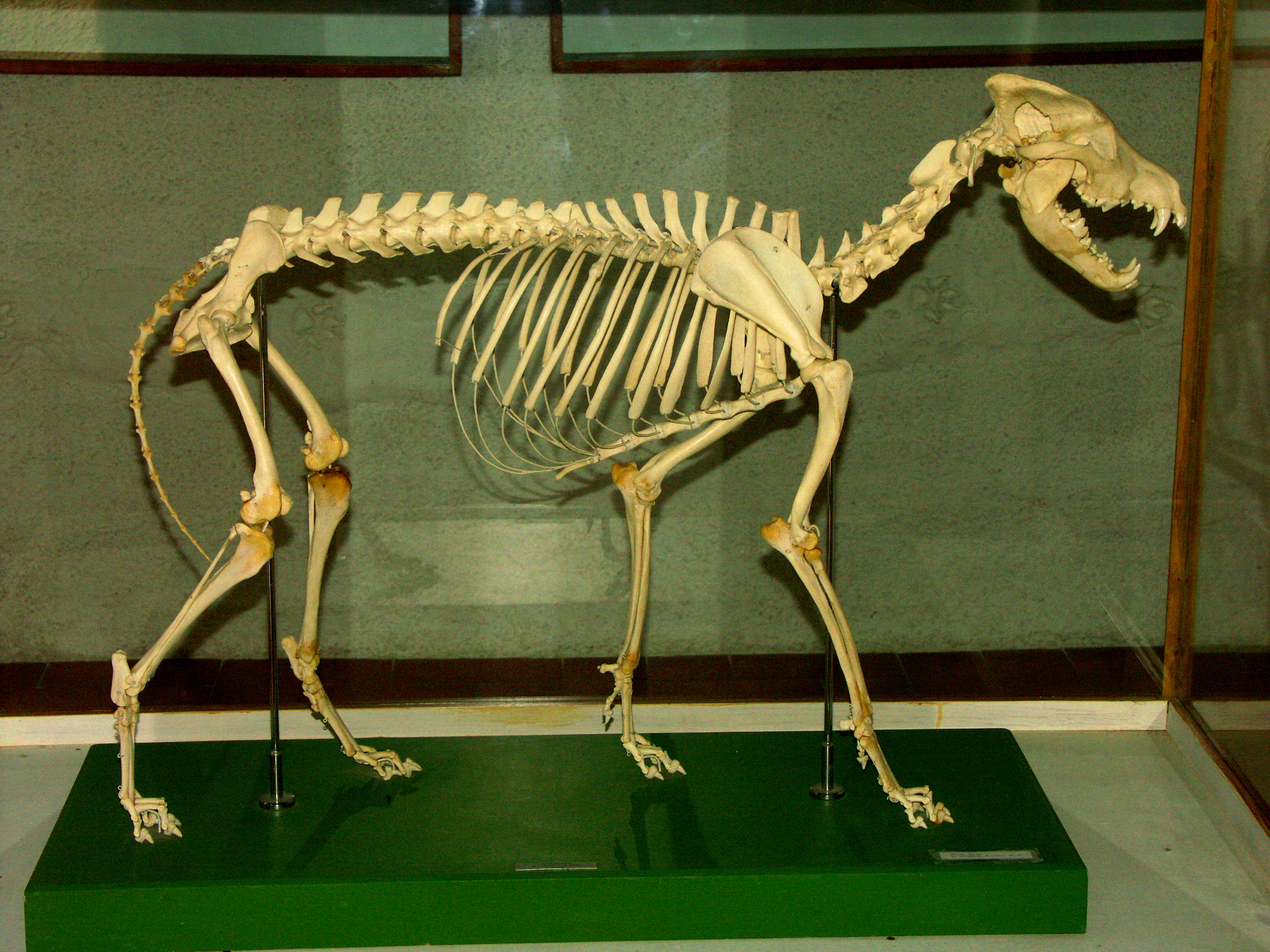
Scheletro del lupo appenninico esposto al museo del lupo di Civitella Alfedena (AQ)

Il lupo grigio appenninico è grande quanto un cane da pastore tedesco. Un sondaggio su vari campioni rinvenuti in tutt'Italia dal 1974 al 1990 mostra una lunghezza del corpo media di 109–148 cm e un'altezza al garrese dai 49–73 cm. Gli esemplari segnalati nelle Alpi italiane pesano dai 28 ai 34 kg, con almeno un esemplare pesante 44 kg segnalato presso Entracque. Il cranio del lupo grigio appenninico si distingue da quello del lupo grigio europeo dalle sue apofisi e creste più rotondeggianti, e la dentizione meno robusta, con canini meno ricurvi( nei maschi adulti i canini superiori sono lunghi almeno 3 cm.).  Altri tratti distintivi nel cranio includono un palato snellito tra i primi premolari, un osso frontale largo e un osso jugale meno sviluppato.
Il manto invernale è grigiastro, con peli scuri sul dorso. Durante l'estate il manto è meno folto e mostra colore più marroncino-rossastro. Sugli arti anteriori sono presenti sottili strisce scure sull'articolazione della zampa. Gli esemplari neri, segnalati negli Appennini centro-settentrionali, sembrano aver ereditato l'allele Kb responsabile per il melanismo da incroci con i cani. Al contrario dei lupi nordamericani, che ereditarono l'allele all'incirca tra i 10 000 e i 15 000 anni fa, la presenza del Kb sembra essersi introdotto nei lupi italiani più recentemente, dato che non furono segnalati esemplari neri prima del 1982, e i lupi neri italiani dimostrano un fenotipo più variabile dei lupi neri nordamericani. Non ci sono segnalazioni di esemplari bianchi.

### Habitat e comportamento sociale
Il lupo grigio appenninico è stato segnalato in diversi habitat di varie altitudini, dai litorali marini ai 2 500 metri s.l.m. nelle Alpi sud-occidentali. Tende a favorire le zone montane intatte densamente forestate e lontane dall'interferenza umana. La maggior parte delle popolazioni dimostrano comportamenti crepuscolari e notturni, probabilmente in risposta alle attività antropiche. Un'eccezione si trova nel parco nazionale del Pollino, zona scarsamente visitata dall'uomo, dove i lupi sono attivi anche di giorno.
I branchi in Italia tendono a essere più ridotti di quelli che si segnalano nel Nord America, con gruppi familiari composti di 2-7 esemplari nella Toscana centro-meridionale e l'Appennino abruzzese, e 2-5 nell'Appennino settentrionale: la dimensione del branco dipende infatti dalla dimensione delle prede abituali e quindi i branchi sono più grandi nelle zone ricche di cervi, più piccole in zone ove il capriolo è la preda più grande. Il singolo ciclo estrale avviene a seconda della latitudine, concentrandosi in febbraio nel Sud e in metà marzo sulle Alpi. La mortalità dovuta ai conflitti con altri lupi colpisce soprattutto gli esemplari adulti, ma la proporzione è bassa quando paragonata a cause antropiche, e si segnala molto più di rado che in Nordamerica, dove la densità di lupi è più alta e la concorrenza per territorio e risorse è più intensa.
La dimensione media dei territori dei branchi è stata stimata in 170-240 chilometri quadrati.
Tra i mammiferi selvatici europei è quello dotato di maggiore mobilità, capace di percorrere normalmente una cinquantina di chilometri per notte, in particolare gli esemplari in dispersione dal branco nella ricerca di nuovi territori possono spostarsi di centinaia di chilometri. Un esemplare radiocollarato ha percorso in sei mesi 1927 chilometri dalla Svizzera all'Ungheria.

### Dieta

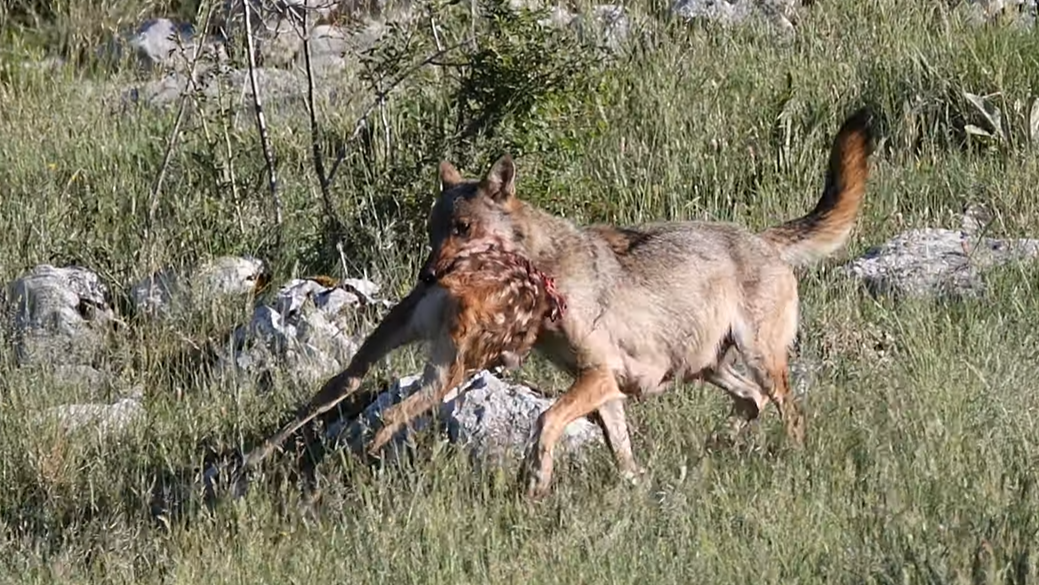
Lupo con resti di cerbiatto, PNALM

In Italia, si nutre prevalentemente di ungulati di taglia grossa, come caprioli e cinghiali in Appennino, con l'aggiunta di cervi e camosci nelle Alpi. Casi di predazione sugli stambecchi sono rari, mentre i mufloni furono selezionati soprattutto solo durante i primi anni di recupero delle popolazioni di lupo, siccome all'epoca i primi non disponevano di comportamenti antipredatori efficaci.. Quando caccia i cinghiali, esibisce una preferenza per esemplari di peso intermedio (10–35 kg), mentre non dimostra tanta selettività nell'inseguire i caprioli. Gli ungulati domestici costituiscono solo una componente modesta nella dieta del lupo grigio appenninico, con il maggior numero di casi risalenti in luoghi dove la difesa del bestiame è scarsa

### Concorrenti
Il lupo appenninico è apparentemente ostile verso lo sciacallo dorato: in zone dove i due coabitano, i lupi escludono gli sciacalli dalle zone forestali, e quest'ultimi smettono di rispondere agli ululati di sciacallo registrati in zone dove i lupi sono presenti, un comportamento antipredatorio segnalato in altre regioni dell'Europa. Sono noti almeno cinque casi in cui i lupi hanno ucciso gli sciacalli.
In contrasto, le relazioni tra i lupi appenninici e le volpi rosse sono più pacifiche, con studi svolti nei parchi nazionali d'Abruzzo e della Maremma indicando che le volpi non temono i lupi abbastanza da modificare i loro tempi di attività, e in zone dove coabitano le volpi beneficiano delle carcasse dei grossi mammiferi abbattuti dai lupi.

### Malattie e parassiti
Numerosi archivi storici segnalano casi di lupi affetti da rabbia silvestre in Italia e in Francia, che ha contribuito con i suoi focolai nefasti al diffondersi della pregiudizievole paura verso questo predatore Attualmente, l'Italia risulta indenne dal 2013, poiché contrastata con successo tramite le vaccinazioni delle volpi.
Il lupo grigio appenninico è spesso ospite di vari parassiti. In Italia, sono stati segnalati casi di infestazione di elminti intestinali come le tenie, gli echinococchi, i mesocestoidi, le tenie canine, le uncinarie, i tossocari, gli anchilostomi, i tricuri e i tossascari. Le infestazioni dei tossocari e gli echinococchi sembrano essere correlate con l'età del lupo, mentre la specie Echinococcus granulosus appare infestare i lupi che si cibano prevalentemente di pecore.
Ci sono pochi dati sui patogeni del lupo italiano, ma sono stati segnalati casi di parvovirosi canina nella popolazione appenninica nei primi anni novanta. Nelle zone in cui i lupi vivono presso le discariche, come nel caso della popolazione presso l'Appennino centro-meridionale, sono stati segnalati casi di scabbia (rogne demodettica e sarcoptica) , che può essere mortale anche per i cuccioli. Nelle zone meridionali dell'areale, il lupo grigio appenninico è a rischio della leishmaniosi animale, sparsa dai cani randagi. Uno studio sulle cause di morte effettuato su 143 carcasse di lupo rinvenute nel Parco Nazionale d'Abruzzo dal 2000 al 2014, ha rilevato anche queste patologie: Trichinella spp., Strongylus spp. (patologie endoparassitarie), Malattia di Aujeszky, cimurro .

## Tassonomia

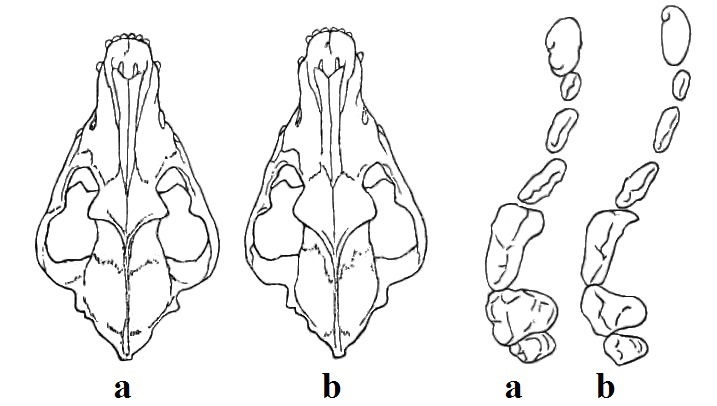
Illustrazione comparativa tra il cranio e la dentatura di C. l. lupus (a) e di C. l. italicus (b)

Il lupo grigio appenninico fu prima riconosciuto come una sottospecie a parte dal lupo grigio europeo nel 1921 dallo zoologo Giuseppe Altobello, che notò come disponeva di una colorazione e una morfologia cranica diverse, quest'ultima mostrando somiglianze con quella del cane e lo sciacallo dorato. La classifica di Altobello fu scartata da alcuni autori, incluso Reginald Innes Pocock, che lo classificò come sinonimo del lupo europeo. Nel 2002 il mammologo Ronald Nowak riaffermò la morfologia distinta del lupo grigio appenninico dopo aver paragonato vari crani di lupi italiani a quelli dei lupi europei e dei cani. La MSW3 (Mammal Species of the World) continua a considerarlo un sinonimo del lupo grigio europeo, ma viene riconosciuto come distinto dalla National Center for Biotechnology Information.
L'avvento della biologia molecolare ha permesso ai biologi di chiarire ulteriormente lo stato tassonomico del lupo appenninico. Un esame del DNA mitocondriale di 26 popolazioni di lupo condotto nel 1992 rivelò che la popolazione italiana è fornita di un aplotipo mitocondriale non condiviso con altri lupi. Ulteriori studi sul DNA mitocondriale rafforzarono questa scoperta.
Nel 2010 uno studio comparativo sugli aplotipi mitocondriali di 24 esemplari di lupo preistorico e lupi attuali rivelò la presenza di due aplogruppi: Tutti i campioni preistorici appartenevano all'aplogruppo 2, indicando che questa popolazione fosse dominante in Europa per oltre 40 000 anni prima e dopo l'ultimo massimo glaciale. I lupi con l'aplotipo 2 furono gradualmente soppiantati dalle popolazioni con aplotipo 1, ma il lupo italiano rappresenta l'ultima popolazione attuale che mantiene il primo, sin dall'estinzione del lupo giapponese. Questa scoperta fu rafforzata da un ulteriore studio sulle sequenze di DNA di lupi sia odierni sia antichi, che dimostrò la distinzione aplotipica del lupo appenninico e iberico. Lo studio produsse un albero filogenetico che posizionò il lupo appenninico presso i lupi preistorici del Pleistocene superiore. Nel 2017, infine, fu scoperto un ulteriore aplotipo, scoperta che rafforzò l'ipotesi che il lupo appenninico sia una sottospecie a sé.
Nel 2018 fu determinato, tramite un'indagine genetica e morfologica, che i lupi presenti in Sicilia, estintisi durante il ventesimo secolo, rappresentarono una sottospecie distinta dal lupo appenninico, battezzata C. l. cristaldii.

## Storia

### Preistoria

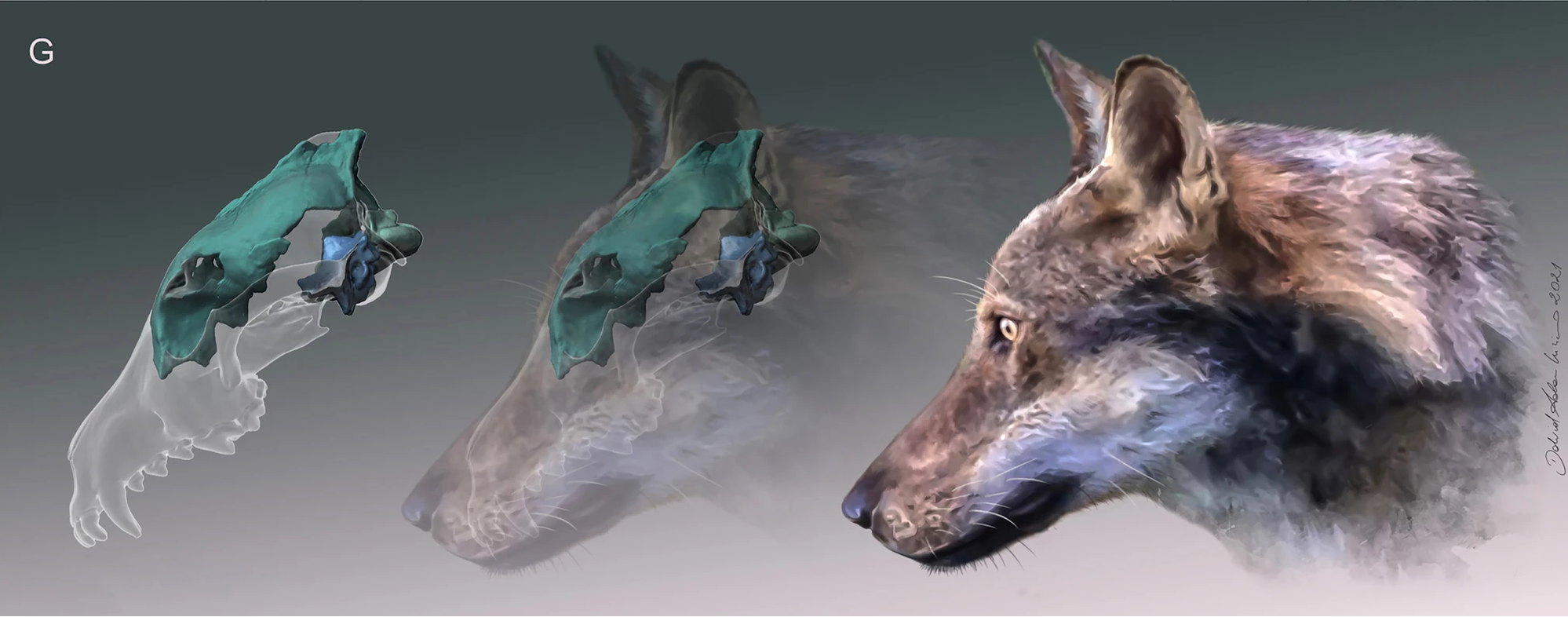
Ricostruzione artistica di PF-PG1

I resti fossili più antichi in Italia attribuibili al lupo consistono in un neurocranio (esemplare PF-PG1) rinvenuto in Ponte Galeria e risalente al Pleistocene medio circa 407 000 anni fa. Sebbene solo parziale, il campione fu identificato come appartenente a un lupo invece di un altro canide grazie alla sua grandezza e lo spessore dei suoi seni frontali.
Altri resti scheletrici indicano che il lupo era ampiamente diffuso nell'Italia continentale nel corso del Pleistocene superiore e nel Paleolitico superiore. Le indagini tafonomiche indicano che in questo periodo i lupi si cibavano delle stesse prede degli umani paleolitici e delle iene macchiate, ma evitavano la concorrenza diretta cacciando in zone di collina piuttosto che le pianure. L'areale del lupo sulla penisola cominciò a espandersi circa 12 500 anni fa, in correlazione con l'incremento delle zone di bosco misto a discapito delle pianure favorite dalle iene. Dei resti scheletrici di lupo rinvenuti nella Ciota Ciara in Piemonte risalenti al Paleolitico medio mostrano segni di macellazione o scuoiamento da parte dei neandertal con attrezzi di quarzo.

### Dall'antichità all'Ottocento
Durante l'epoca romana, ci fu poco conflitto tra i lupi e i pastori, siccome i greggi erano piccoli e l'agricoltura nelle zone montuose consisteva in piccoli terrazzamenti, lasciando così enormi aree boschose dove i lupi potevano cacciare prede naturali. Le relazioni tra umani e lupi nella penisola divennero più ostili dal VII secolo, quando la pastorizia crebbe in importanza economica. Sebbene le taglie sui lupi erano regolarmente pagate durante i XII e XIII secoli, tutto sommato i tentativi di sterminare i lupi nell'Italia medievale non disponevano della stessa dedizione e organizzazione vista nell'Europa centrale e settentrionale, in gran parte perché mancavano governi centralizzati efficaci, e i lupi si concentravano nelle zone montuose dell'Italia centrale, dove le popolazioni umane erano più basse. Il lupo era probabilmente ancora presente nelle zone confinanti con il Canton Ticino nel 1860, ma si riteneva raro in tutta l'Italia settentrionale nel 1880. Secondo Michele Lessona, il lupo era ormai raro in Italia e si diceva che fosse estinto in Piemonte, sebbene dall'anno 1864-1880 furono portati sei lupi provenienti da Valdieri al giardino zoologico reale di Torino.

### XX secolo

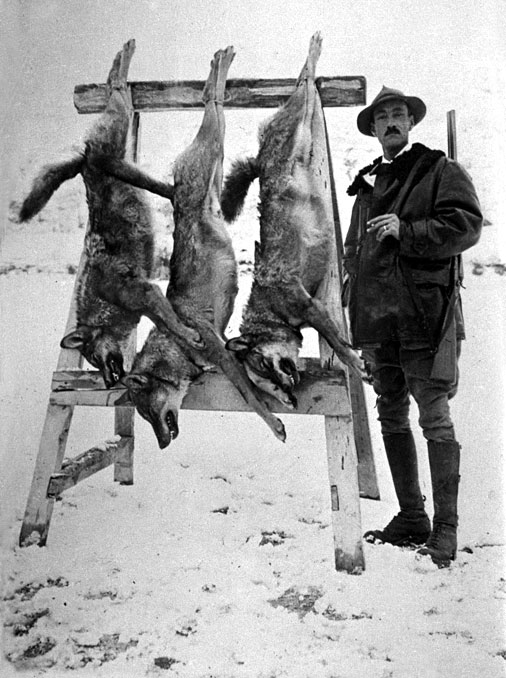
Lupi avvelenati con la stricnina dal primo direttore del Parco nazionale d'Abruzzo Carlo Paolucci nel novembre del 1924

All'inizio del XX secolo, il lupo era apparentemente ancora abbondante nelle provincie centrali e meridionali, soprattutto dell'Aquila, Campobasso, Caserta, Benevento, Avellino, Salerno, Potenza, Cosenza, Catanzaro e Reggio Calabria. Nei primi anni 1920, ci fu un periodo di recupero nella popolazione di lupo, in cui la specie ricolonizzò la Romagna sino al Falterona e ai monti faentini, un fatto secondo Giuseppe Altobello rintracciabile alla nuova legge sulla protezione della selvaggina che ne permetteva la caccia solo dal 15 agosto al 31 dicembre. In Norditalia l'ultimo lupo fu ucciso nel 1927 sui monti dell'attuale provincia del Verbano-Cusio-Ossola.
Nel 1939, il lupo fu incluso fra gli animali classificati come nocivi nell'articolo 4 delle nuove norme per l'esercizio della caccia, e la sua eliminazione, come specificato in articolo 25, si poteva svolgere con lacci, tagliole, trappole e bocconi avvelenati "anche nei luoghi facilmente sorvegliabili". Fu inoltre permessa la caccia notturna e l'eliminazione dei cuccioli. La contrazione dell'areale del lupo accelerò nel dopoguerra, grazie principalmente all'utilizzo liberale di bocconi avvelenati anche in aree protette.
Nel 1971, dopo appelli da parte del ramo italiano del WWF, il Ministero dell'agricoltura e delle foreste proibì la caccia al lupo in tutto il territorio italiano fino al 31 dicembre 1973. Per estendere il divieto, fu necessario un sondaggio accurato sul numero di lupi rimasti sulla penisola. Perciò, i biologi Luigi Boitani e Erik Zimen avviarono due censimenti negli Appennini durante la prima metà del 1973. La metodologia del censimento indiretto consisteva nel perlustrare un territorio che si estendeva da Firenze meridionale alla Calabria meridionale, intervistare informalmente gli abitanti dei luoghi pertinenti e controllare tutte le segnalazioni recenti di avvistamenti e abbattimenti di lupi e dei danni inflitti sul bestiame, mentre quella diretta consisteva nel perlustrare la Maiella, dove viveva ancora un numero elevato di lupi. Alla conclusione dei censimenti, i due biologhi conclusero che ci fossero 80/100 lupi negli Appennini che sopravvivevano in piccole zone isolate dove scarseggiavano prede naturali. Oltre il bracconaggio e la carenza di prede, un'ulteriore minaccia a queste popolazioni fu identificata nell'incremento di attività turistiche nelle zone ancora abitate dai lupi. A seguito del censimento, fu proibito a tempo indeterminato la caccia al lupo e l'utilizzo di bocconi avvelenati in tutto il territorio nazionale nel 22 novembre 1976. Un altro studio di Luigi Cagnolaro svolto attraverso dei questionari rivolti al Corpo Forestale stimò 300/400 lupi distribuiti lungo tutta la dorsale appenninica. Nel 1983, una nuova indagine stimò il numero degli esemplari in circa 220-240 individui, in espansione.
Nel giugno del 1990, fu avvistato un lupo nel Parco naturale del Marguareis, il primo esemplare segnalato sulle Alpi Marittime. L'11 febbraio 1992 la legge sulla caccia n. 157 lo classificò come "specie particolarmente protetta". Nel novembre di quell'anno, due esemplari furono avvistati nel parco nazionale del Mercantour presso il confine italiano, segnalando il ritorno del lupo in Francia dopo un'assenza di circa settant'anni. La loro provenienza dalla popolazione appenninica fu confermata attraverso analisi genetiche. Successivamente, furono identificati due lupi nel Val Ferret in Svizzera nel 1995-1996, anch'essi rintracciabili alla popolazione appenninica dopo un esame del loro mtDNA. Nel 1998, si stimava che in Italia ci fossero circa 400-500 lupi, con in più il ripopolamento di zone, come Valle Stura e Val di Susa in Piemonte, dalle quali erano scomparsi da quasi un secolo.

### XXI secolo
Nel 2000, il lupo aveva colonizzato l'intera catena appenninica, con almeno 50 esemplari segnalati nelle Alpi occidentali sulla frontiera franco-italiana. Quello stesso anno, un lupo appenninico fu scoperto nei Pirenei Orientali, e fu fondata la Wolf Alpine Group (WAG), un gruppo composto di ricercatori italiani, francesi e svizzeri, per meglio monitorare la nuova popolazione alpina. Nel 2008, ci furono le prime segnalazioni sia lupi appenninici che lupi dinarico-balcanici in Austria.
Nel 2010, l'espansione verso est della popolazione alpina coincise con l'arrivo nelle Alpi centro-orientali sia di lupi provenienti dalla popolazione dinarica-balcanica. Due anni dopo, una lupa appenninica e un lupo originario della Slovenia si incontrarono nel Parco della Lessinia, formando una coppia riproduttiva. Un esame sistematico della letteratura disponibile sulla popolazione lupina in Italia nel periodo tra 2009-2013 rivelò la presenza di circa 321 branchi, corrispondente a un totale di 1 269-1 800 individui.
Nel 2020-2021, sotto il coordinamento di ISPRA, fu avviata la prima indagine su scala nazionale sulla popolazione di lupi in tutto il territorio italiano con metodologie standardizzate di stima diretta, rivelando la presenza di circa 3 307 lupi in Italia.

#### Sovvenzioni economiche a sostegno della specie
Contestualmente all'espansione della specie, sono state impegnate delle risorse economiche per favorire il successo della ricolonizzazione. Le più importanti riguardano l'attivazione di progetti Life europei, dei quali segue l'elenco, ai quali hanno concorso anche enti ed associazioni con donazioni proprie.
- Progetto Life Wolfalps: il progetto ha l'obbiettivo di supportare la coesistenza tra persone e lupi sulle Alpi attraverso azioni coordinate in Italia, Francia, Austria e Slovenia per mitigare l’impatto della specie sull’allevamento, stabilire un equilibrio tra il mondo della caccia e la presenza dei predatori, contrastare il bracconaggio e diffondere un’informazione corretta e basata su dati scientifici.(Anni 2013/2018 Tot. Budget 6.100.454,00 euro; di cui fondi EU 4.174.309,00 euro) (Anni 2018/2024 Tot. Budget 11.939.693,00 euro; di cui fondi EU 7.029.000,00 euro)[72]
- Progetto Life Wild Wolf: azioni concrete per mantenere i lupi selvatici nei paesaggi antropogenici dell’Europa[73]. Progetto che mira a contribuire alla conservazione a lungo termine del lupo in Europa e a ridurre i conflitti legati all’uomo. (Anni 2023/2027 Tot. Budget 7.028.148,00 euro;  di cui fondi EU 5.265.454,00 euro)[74]
- Progetto Life M.I.R.C.O. lupo: si propone di migliorare le condizioni di conservazione del lupo agendo, in particolare, sui cani vaganti e randagi che alimentano gravi minacce. (Anni 2015/2020 Tot. Budget 2.885.921,00)[75]

## Popolazioni e gestione
| Il lupo appenninico - consistenza |                                   |            |            |                                                              |                         |
| Stato                             | Numero di esemplari più probabile | Anno stima | Tendenza   | Fonte                                                        | Anno primo avvistamento |
| Italia                            | 3.307                             | 2021       | in aumento | Istituto superiore per la protezione e la ricerca ambientale |                         |
| Francia                           | 921                               | 2022       | in aumento | Office National de la Biodiversité                           | 1992                    |
| Svizzera                          | almeno 80                         | 2019       | in aumento | Dipartimento federale dell'Ambiente                          | 1995                    |
| Spagna                            | circa 16                          | 2019       | stabile    | Departamento de Medio ambiente de Cataluña                   | 1997                    |

### Stati UE

#### Italia

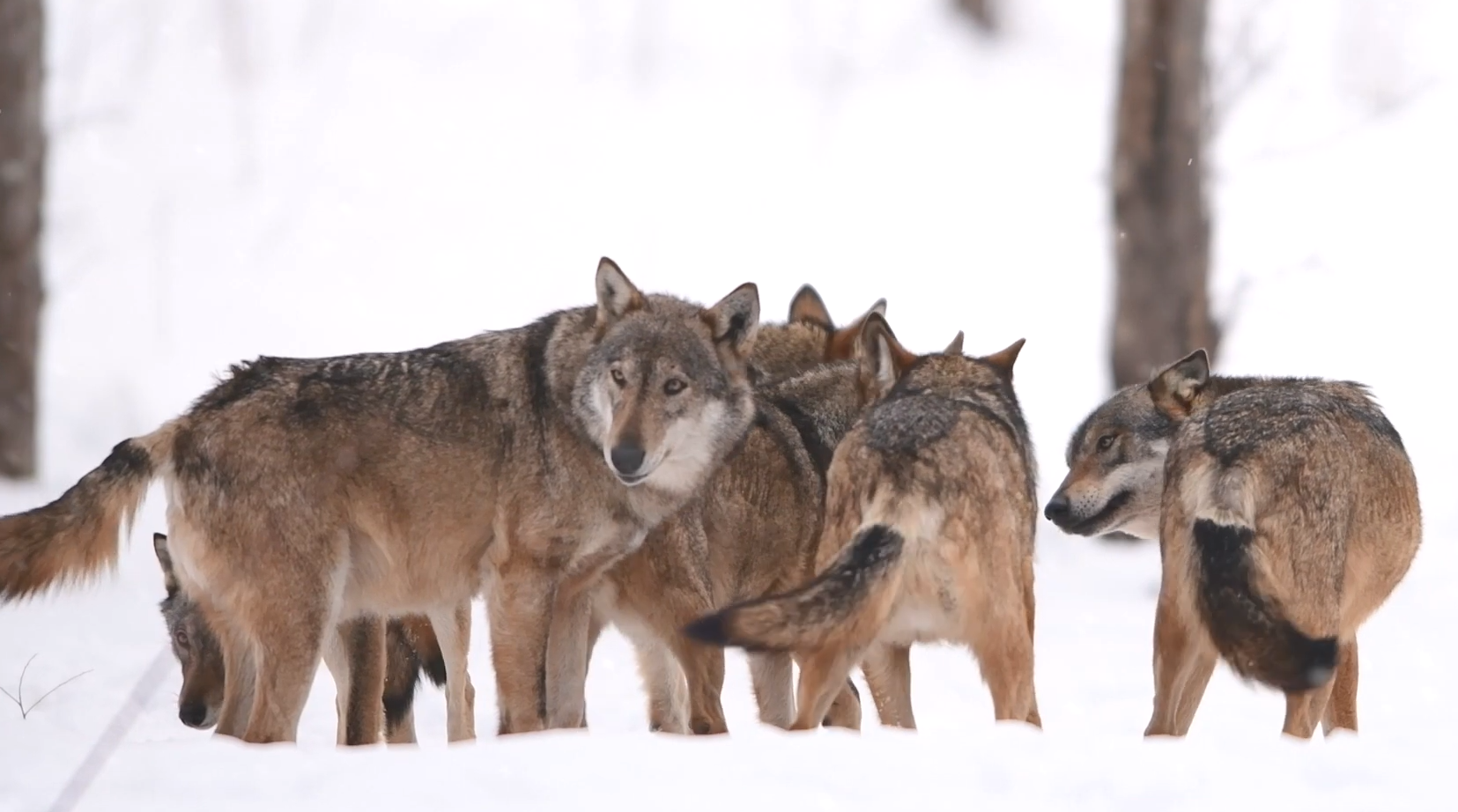
Branco di lupi nel PNALM

Attualmente, la Large Carnivore Initiative for Europe (LCIE) divide la popolazione presente sul territorio italiano in due gruppi: quella penisolare e quella alpina, per ragioni di condizioni ecologiche e pratiche di gestione diverse: mentre la popolazione penisolare si trova esclusivamente in Italia, quella alpina è condivisa tra l'Italia, la Francia, la Svizzera, l'Austria e la Slovenia. Le regioni e province abitate dalla popolazione alpina includono Liguria, Piemonte, Valle d'Aosta, Lombardia, Trento, Bolzano, Veneto e Friuli-Venezia-Giulia, mentre Emilia-Romagna, Toscana, Marche, Umbria, Lazio, Abruzzo, Molise, Campania, Puglia, Basilicata e Calabria ospitano la popolazione peninsulare.
Nel 2002 il Ministero dell'Ambiente e della Tutela del Territorio pubblica il primo " Piano d'azione nazionale per la protezione del lupo", con la premessa che nonostante l'approccio più corretto per la salvaguardia della biodiversità sia la tutela degli ambienti naturali a prevenzione dell'estinzione delle diverse specie, nei casi riguardanti specifici <<taxa fortemente minacciati di estinzione>> è necessario seguire un approccio parziale specie-specifico come nel caso del lupo. Inoltre raccomanda: <<Una corretta strategia di conservazione relativa ad una determinata specie, deve contemplare la pianificazione degli obiettivi nel breve, medio e lungo periodo e deve essere flessibile e modificabile nel tempo.>> 
Riporta come densità di presenza normale 1/3 individui per 100 kmq (pag.19).
In Italia, dei dati raccolti da vari enti e gruppi di interesse sotto il coordinamento dell'ISPRA nel periodo del 2020-2021 rivelarono la presenza di circa 2 945-3 608 lupi in Italia, 822-1 099 dei quali nelle regioni alpine e 2 020-2 645 nelle regioni peninsulari. Lo stesso sondaggio indicò che il lupo occupa stabilmente un areale di oltre 150 000 km², dal Parco Nazionale del Gran Paradiso a nord fino all'Aspromonte a sud, compreso il Gargano: sulla base dei dati analizzati dall'ISPRA, l'areale minimo di presenza del lupo nelle regioni alpine nel 2020-2021, è stato stimato in 41 600 km², cui si aggiunge l'estensione della distribuzione nelle regioni peninsulari, risultata pari a 108 534 km². Il lupo occupa quindi la metà del Paese continentale e nelle regioni peninsulari ha colonizzato la quasi totalità degli ambienti idonei. Nel 2023, si stimava che l'Italia ospitasse il maggior numero di lupi in tutta l'UE.
Il lupo è rigorosamente protetto sotto Allegato II della legge 5 agosto 1981, n. 503, della Convenzione di Berna, l'articolo 2, comma 1 della Legge 11 febbraio 1992, n. 157 e nell'Allegato D del D.P.R. 8 settembre 1997, n. 357 di recepimento della Direttiva Habitat 92/43/CEE. Sotto il D.P.R., in conformità con la Direttiva Habitat, il lupo può essere cacciato solo in date circostanze, come in risposta a attacchi contro bestiame. Fatte salvo le situazioni di legittima difesa.
La Legge 150/1992 include la specie Canis lupus nell'elenco delle "specie pericolose per la salute e l'incolumità pubblica" delle quali quindi è vietato il possesso da parte di privati; divieto ribadito con il Decreto Ministeriale 19 aprile 1996 "Elenco delle specie animali che possono costituire pericolo per la salute e l'incolumità pubblica e di cui è proibita la detenzione".

#### Francia

La rapida espansione dell'areale del lupo grigio appenninico Canis lupus italicus dall'Italia alla Francia dal 2000. Fonte: Office national de la chasse et de la faune sauvage

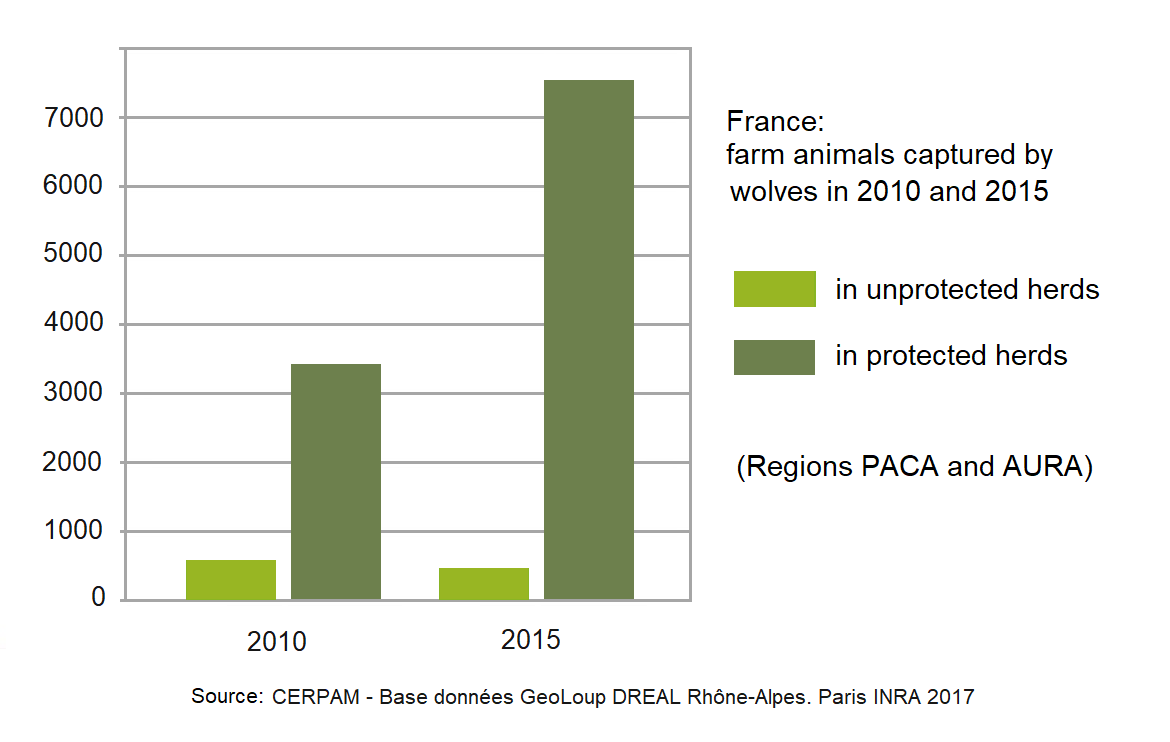
Attacchi dei lupi ai pascoli in Francia

In Francia il lupo grigio appenninico è giunto nel 1992 nel Parco nazionale del Mercantour e si è diffuso dapprima su tutte le Alpi, poi anche sul Massiccio centrale, sui Vosgi e sui Pirenei orientali, infine in tutta la Francia meridionale e orientale, per un totale stimato nel 2020 di circa 580 esemplari (più precisamente dai 530 ai 630).
In Francia, il numero di animali predati in greggi non protetti è diminuito tra il 2010 e il 2015, in quanto sempre più greggi sono stati protetti, ma il numero di animali uccisi in greggi protetti è aumentato. Durante questo periodo il comportamento dei lupi è cambiato in modo tale che con l'aumento dell'assuefazione la percentuale di attacchi di lupo durante il giorno è aumentata. Nel 2018 si stima una perdita di 12.500 animali da allevamento causata da attacchi di lupi nell'arco alpino francese, con una popolazione di circa 500 lupi e diverse migliaia di cani da guardia del bestiame.
Alla fine dell'inverno 2021-2022, l'Office français de la biodiversité ha stimato in Francia una popolazione fra 826 e 1.061 lupi (valore più probabile, 921 lupi).
La popolazione è in costante aumento, nonostante alcuni abbattimenti di esemplari (a seconda degli anni tra il 10% e il 17% della popolazione lupina) autorizzati dalle autorità (nel 2018 con un plafond di 51 capi ne sono stati uccisi 51, nel 2019 p. 100 u.99, nel 2020 p. 110 u. 105, nel 2021 p. 118 u. 106, nel 2022 p. 174 u.169).

#### Altrove
In Spagna il lupo grigio appenninico è comparso dal 2009, in Catalogna, regione al confine con la Francia. Nonostante il lupo sia presente con una sottospecie nel Nord-ovest della Spagna (Canis lupus signatus), le analisi genetiche hanno confermato che i lupi provengono dall'Italia. Attualmente vive in Spagna un piccolo nucleo di almeno tredici esemplari nel Parco Naturale del Cadí-Moixeró. Finora non si registrano riproduzioni.
In Germania il lupo si era estinto agli inizi del Novecento. A partire dagli anni 1940 è ricomparso con esemplari provenienti dalla Polonia, quindi geneticamente diversi da quelli appenninici e appartenenti alla sottospecie nominale (Canis lupus lupus). Tuttavia, l'analisi genetica su un lupo trovato morto nel 2006 in Baviera ha indicato la sua appartenenza alla sottospecie appenninica.
Anche in Austria il lupo, estinto a fine Ottocento, sta ritornando. Si tratta di pochi esemplari (forse una sola famiglia). Da un punto di vista generico la situazione è molto complessa: le indagini indicherebbero che ci sono lupi di tre provenienze diverse, cioè dalle Alpi italiane e svizzere (C.l.italicus), dai Carpazi e dai Balcani.

### Svizzera
In Svizzera il lupo grigio appenninico è presente almeno dal 2000 con esemplari singoli isolati nei cantoni Ticino, Grigioni e Vallese. Nel 2012 è stato segnalato il primo branco nel Cantone dei Grigioni. Nel 2015 si è accertata la prima riproduzione nel Canton Ticino.
Complessivamente, al 2021 potrebbero vivere in Svizzera circa 80 lupi grigi appenninici.
La popolazione è in crescita, ma a ritmi lenti, anche a causa dei continui abbattimenti autorizzati.
Il primo novembre 2023 Il Consiglio federale ha deliberato una modifica sulla legge della caccia che permette l'abbattimento preventivo dei lupi, anche di interi branchi, per contenere la loro crescita esponenziale e contemporaneamente mantenere timorosa dell'uomo la specie: <<Nel 2020 in Svizzera erano presenti complessivamente 11 branchi e poco più di cento lupi, mentre attualmente si contano 32 branchi e circa 300 lupi. Nel 2019 in Svizzera i lupi hanno predato 446 animali da reddito, mentre nel 2022 sono state registrate 1480 predazioni. Per ridurre i conflitti tra l'economia alpestre e il lupo, nel dicembre 2022 il Parlamento ha modificato la legge sulla caccia. In tal modo, per quanto concerne la regolazione dei branchi di lupi, il Parlamento intende passare da una strategia reattiva a una proattiva. I Cantoni possono ora abbattere degli esemplari di lupo per prevenire futuri danni, e non più intervenire a posteriori quando il danno è già stato causato.>>.
A fine gennaio 2024 sono stati segnalati una cinquantina di capi abbattuti, compresi alcuni branchi.

## Minacce

### Bracconaggio
L'uccisione deliberata da parte dell'uomo, attraverso i bocconi avvelenati, lacci e armi da fuoco, sembra essere la principale fonte di mortalità per la sottospecie acuendosi soprattutto nelle zone dove il lupo è causa di conflitto con attività di carattere economico come l'allevamento e la caccia di selvaggina ungulata, sia nel territorio italiano, sia in quello francese dove però il bracconaggio è praticamente assente stante gli abbattimenti con arma da fuoco legalizzati dei capi che si avvicinano alle persone o agli armenti fino al 17% del totale di lupi presenti sul territorio nazionale garantendo con questa percentuale l'espansione della specie. 
Di 60 lupi morti rinvenuti nel periodo 1984-1990 in Italia, fu determinato che il 78% furono casi di bracconaggio, mentre 21 lupi furono trovati morti per bracconaggio in solo Piemonte nel 2010-2012. Stime degli animali morti per qualsiasi causa, però, possono sempre essere sottostimate, data la difficoltà oggettiva nel ritrovare il corpo dell'animale selvatico.
L'utilizzo di esche avvelenate è particolarmente devastante perché può uccidere interi branchi, e la sua mancanza di selettività può portare alla morte di altri animali, inclusi gli uccelli rapaci e animali domestici, soprattutto i cani. Tra i veleni segnalati ci sono pesticidi (organoclorurati, organofosforici, carbammati, erbicidi) e rodenticidi (crimidina, fosfuro di zinco), alcuni facilmente reperibili, altri, come il cianuro e la stricnina, portati in Italia clandestinamente data la loro illegalità.

### Investimenti

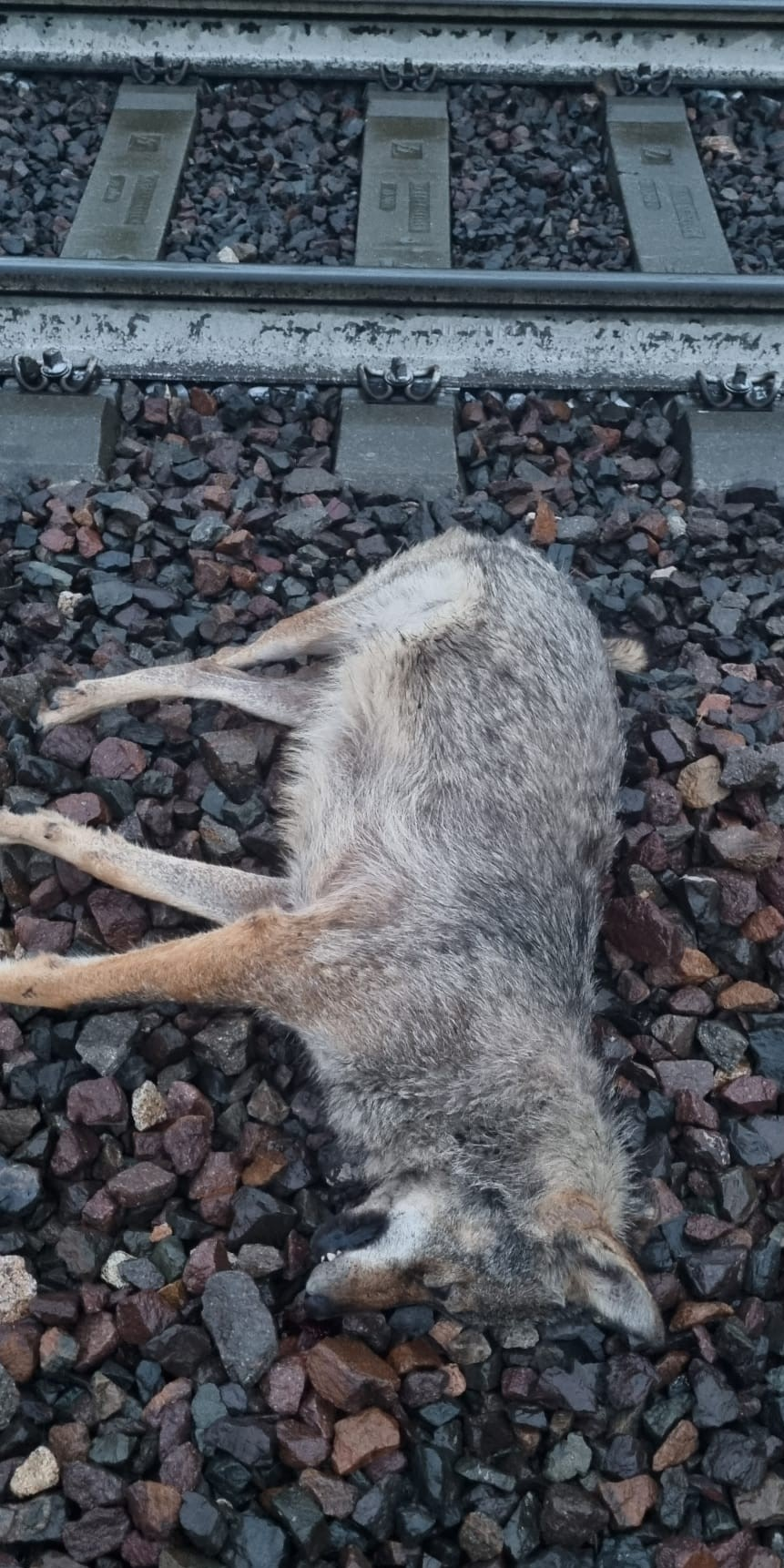
Lupo investito da un treno in Lombardia

Insieme al bracconaggio, le morti per impatto con un veicolo sono una principale causa di mortalità nella popolazione italiana. In Piemonte, in dieci anni furono segnalati 18 morti per investimento nelle valli torinesi, particolarmente in Val di Susa, dove un territorio frequentato da due branchi è frammentata da infrastrutture e vie di comunicazione. Di 154 carcasse di lupo raccolte nell'Italia centro-orientale nel periodo tra 1991 e 2001, l'investimento fu determinato a essere la principale causa di morte sia per lupi maschi che femmine, ma con una preponderanza di esemplari giovani al di sotto dei quattro anni. Un'ulteriore indagine su 212 carcasse di lupo raccolte in Emilia-Romagna e Toscana nel periodo tra 2005 e 2021 determinò che il 49% dei campioni erano vittime di investimento. La maggior parte degli investimenti avvenivano in settembre-ottobre, coincidendo con il periodo in cui i lupi giovani cominciano a muoversi indipendentemente dal branco.

### Randagismo canino
I cani vaganti, randagi e rinselvatichiti sono concorrenti del lupo appenninico per il cibo e lo spazio vitale. Nel 2012, si stimava che ci fossero dai sei ai settemila cani randagi in Italia, contro un numero di circa 900 lupi. Tra i vantaggi competitivi dei cani sui lupi ci sono la superiore capacità riproduttiva (con due cicli estrali all'anno piuttosto che uno come si riscontra nel lupo) e la maggior tolleranza umana verso di loro. Presso le discariche, dove i cani e i lupi hanno maggior possibilità di incontrarsi, esiste pure il rischio dello spargimento di malattie come l'echinococcosi nei lupi. I branchi di cani inselvatichiti stabilitisi in una data zona possono inoltre ostacolare i lupi vaganti in cerca dei propri territori. La predazione sul bestiame da parte dei cani può portare all'incolpamento dei lupi da parte degli allevatori, siccome le ferite inflitte dai cani sono pressoché indistinguibili da quelle inflitte dai lupi.

### Ibridazione canina

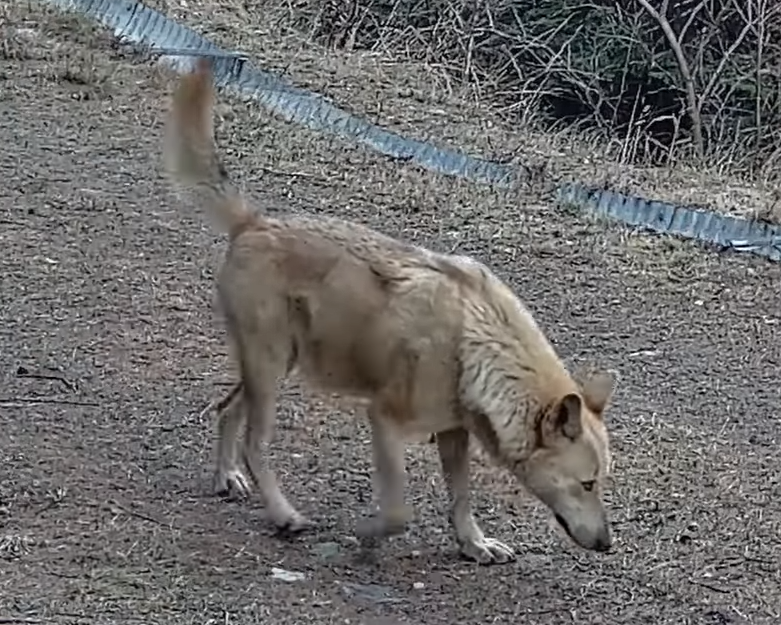
"Biondo", un lupo ibrido maschio segnalato nel 2020 nel Parco naturale Orsiera-Rocciavrè

La datazione dei reperti fossili indicano che cani e lupi coabitano sulla penisola italiana da almeno il Paleolitico superiore, circa 14 000 anni fa. Si desume perciò che, prima dell'intensificazione delle attività antropiche negli ultimi decenni del XX secolo, il fenomeno di ibridazione fra i due sia stato raro grazie alle barriere ecologiche che li separavano. Attualmente, tale evento sembra avvenire in zone dove i lupi si trovano superati di numero da cani di taglia grossa vaganti, randagi o inselvatichiti, e nei luoghi dove il bracconaggio o il prelievo legale porta allo sfaldamento della coesione sociale dei lupi. Le aree dove si trovano fonti di cibo concentrate, come le carcasse di bestiame o le discariche, possono anch'esse portare i lupi ad associarsi con i cani. Queste fonti di cibo possono inoltre aumentare le possibilità di sopravvivenza delle cucciolate ibride. Il fenomeno, considerando le alte percentuali di individui ibridati, è motivo di grande preoccupazione per la conservazione del lupo appenninico, dato che l'introgressione genetica del cane compromette l'integrità genomica del lupo, potenzialmente introducendo varianti geniche non adatte alla vita selvatica . Inoltre, gli ibridi possono dimostrare comportamenti più audaci dei lupi puri nelle zone antropizzate, aumentando così il rischio di conflitto, e presentano difficoltà di identificazione in natura a causa di caratteri morfologici come i colori del mantello più variegati. L'introgressione può anche aumentare la frequenza dell'estro da singola a doppia annuale e lo sviluppo del fenomeno del vigore ibrido.
L'Italia risulta avere la più alta concentrazione di ibridazione in tutta l'UE. I primi casi di ibridazione furono segnalati negli anni ottanta con la scoperta di un numero crescente di lupi con fenotipi anomali. Data però la morfologia variabile del lupo, non ci furono azioni gestionali immediati. Negli anni novanta, attraverso uno studio sul mtDNA dei lupi su scala globale, non vi furono segni di introgressioni, portando alla conclusione che ci fossero barriere riproduttive comportamentali tra i lupi e i cani che impedivano l'accoppiamento. Questa metodologia però era limitata dal fatto che era capace di segnalare introgressioni solo per via materna. Nei primi anni 2000, si fece ricorso ai marcatori nucleari biparentali per misurare il livello di introgressione canina nel lupo appenninico. Sebbene l'indagine fu condotta con più efficienza del tentativo precedente, furono esaminati solo un massimo di 18 loci microsatelliti per esemplare, un numero ora ritenuto insufficiente per individuare gli ibridi, e talvolta i risultati mostrarano nessun segno di ibridazione anche in lupi con chiari segni fenotipici rintracciabili ai cani, come speroni sulle zampe posteriori. Dagli ultimi anni 2000 in poi, l'ISPRA fa affidamento agli SNP per identificare i geni rintracciabili ai cani nella popolazione lupina, come ad esempio l'allele Kb, responsabile per il melanismo. Ciononostante, il numero di ibridi allo stato brado in Italia potrebbe essere sottovalutato, dato i limiti dei metodi di campionamento e la mancanza di un piano nazionale per gestire attivamente il fenomeno. Studi effettuati negli anni 2010 hanno rilevato ibridazioni nel 50%-70% dei lupi presenti nella Toscana e nell'appennino tosco-emiliano, e nel 30.6% di quelli presenti nella provincia di Grosseto. Delle analisi genetiche di 1.500 esemplari raccolti dall'ISPRA nel periodo del 2020-2021 su scala nazionale rivelarono segni di ibridazione antica nel 15.6% dei campioni e di ibridazione recente nell'11.7%.

## Conflitti

### Danni agli allevamenti

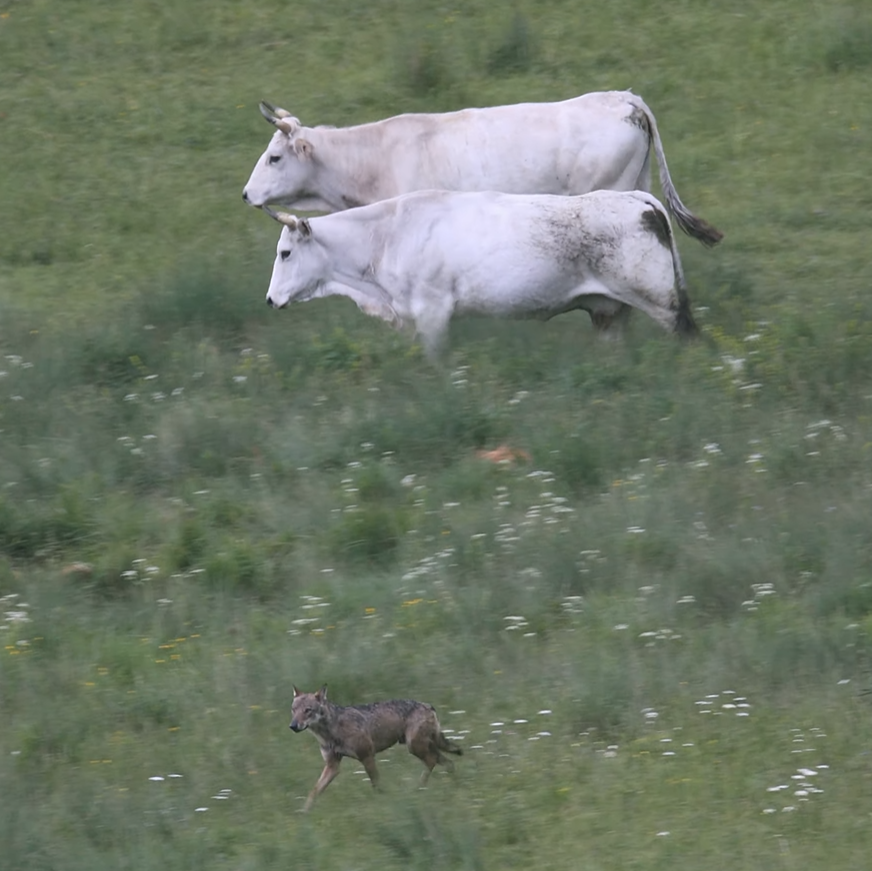
Lupo nel PNALM che passa dei Vitelloni Bianchi

In Italia, la predazione al bestiame rappresenta un principale movente di persecuzione dei lupi, sebbene su larga scala, i danni inflitti all'industria zootecnica da parte dei lupi sono bassi: in Toscana nel periodo 1991-1995 per esempio, le perdite ovine dovute ai lupi ammontavano allo 0,35% delle cause di mortalità.
La variabile più frequente che caratterizza gli attacchi risulta essere la pratica del pascolo allo stato brado, applicato soprattutto nelle zone di pianura e collinari. I danni maggiori si riscontrano in regioni di recente ricolonizzazione lupina, dove gli allevatori non dispongono né della conoscenza né dei mezzi per frenare la predazione. Si segnala un picco durante il periodo primaverile-estivo e autunnale, che coincide con la massima presenza di bestiame sui pascoli e il periodo in cui i lupi crescono i cuccioli. Gli animali domestici più vulnerabili sono le pecore e le capre, mentre i bovini ed equini vengono attaccati solo se giovani.

### Concorrenza venatoria
Il lupo viene spesso percepito come serio concorrente dei cacciatori per le prede ungulate, limitandone i numeri. Ciononostante, secondo i dati disponibili presso l'ISPRA, si evince che in Italia tutte le popolazioni di ungulati sono aumentate esponenzialmente di pari passo con i lupi: nel periodo compreso tra il 1980 e il 2010 il cervo ha incrementato la sua consistenza del 700%, il capriolo del 350% (circa 456 000 esemplari in tutto il Centro-Nord Italia e localmente nel Sud, isole escluse), il camoscio alpino del 120% e il muflone del 300%, mentre il cinghiale, ritenuta una delle specie maggiormente predata dal lupo, solo nel periodo 2004-2019 è aumentato del 400%, sfiorando il milione di esemplari.

### Predazione sui cani
Un'indagine nelle province di Reggio Emilia e Parma nel 2011-2016 identificò 30 casi verificati di cani aggrediti dai lupi. Tredici delle vittime erano cani da caccia aggrediti durante la stagione di caccia al cinghiale e alla lepre, mentre i restanti 17 erano cani da compagnia uccisi di notte. La maggior parte dei cani uccisi erano di taglia media, spesso parzialmente consumati. Il numero di cani perduti in tal modo era ipotizzato a essere il risultato dell'adattamento da parte dei lupi coinvolti a una nuova fonte di cibo per evitare la concorrenza per le prede naturali con gli altri branchi, reso più probabile dallo sconfinamento dei lupi in zone più antropizzate.
Il 9 gennaio 2024 è stato presentato alla Camera il primo report, dell'indagine a cura della federazione cacciatrici italiane, sulle predazioni del lupo sui cani in genere, sia da caccia, d'affezione o da guardiania, con alla data almeno 400 casi verificati in Italia. In mancanza di un censimento istituzionale la raccolta delle segnalazioni prosegue.
Nel 2024 ISPRA certifica il fenomeno: <<Sono inoltre noti diversi casi di branchi o individui che predano ripetutamente cani all’interno dei centri abitati.[...] È possibile che aggressioni di cani da compagnia, o anche di cani da caccia, da parte di lupi con intento presumibilmente predatorio, in situazioni di vicinanza all’uomo eventualmente intervenuto in difesa del proprio animale, sfocino poi in atteggiamenti aggressivi anche nei confronti di persone. Molti casi di attacchi e uccisioni di cani, soprattutto da caccia, non vengono denunciati, è pertanto difficile conoscere la dimensione effettiva del fenomeno.[...] Rimane evidente che la predazione su cani da compagnia, per lo più se vicini ai proprietari, implica un certo grado di pericolo di lesioni anche per l’uomo.>> 

### Aggressioni alle persone e antropofagia
In una ricerca d'archivi storici, effettuata in una porzione della pianura Padana comprendente gran parte di Lombardia, Vercelli e Novara, ed il Canton Ticino, sono state rinvenute notizie di almeno 440 casi di aggressioni letali verso gli umani risalenti tra il XV e il XIX secolo. Un'analisi comparata dei vari casi ha rilevato che le aggressioni avvenivano soprattutto in zone agricole a seguito dell'incremento delle popolazioni rurali, coi conseguenti cambiamenti ambientali dovuti al pascolo e alla caccia alle prede naturali del lupo. La maggior parte delle vittime in tutto il periodo in questione furono bambini dai 6 ai 15 anni, impegnati di giorno come pastorelli, spesso da soli, in zone di pascolo ad altitudini di 101-300 metri s.l.m. Vi era un picco nel numero di aggressioni nel periodo giugno-luglio, che coincideva con la nascita dei cuccioli e il conseguente aumento della fame e l'arrivo dei pastori con il bestiame nei pascoli. A differenza che nelle campagne, nei pressi delle zone abitate le aggressioni furono per lo più contro persone adulte, probabilmente sferrate da esemplari affetti di rabbia, una malattia che a quei tempi aveva esito mortale.
Un'altra ricerca ha evidenziato come le documentazioni riguerdanti le uccisioni di persone, complice anche la regolarità di stesura dei registri di morte parrocchiani, vengono minuziosamente registrate solo dal 1800. Da queste si distinguono i casi di aggressione stimate in un 20% dei casi, di lupi idrofobi i quali non prelevano le vittime e non le mangiano, dalla maggior parte dei casi in cui risulta che i corpi vengono trascinati e divorati..
Una rassegna di aggressioni contro gli umani da parte dei lupi pubblicata dal Norsk institutt for naturforskning (Nina) nel 2002 non riuscì a portare alla luce casi documentati in Italia dopo la seconda guerra mondiale e l'eradicazione della rabbia negli anni sessanta. Un aggiornamento pubblicato nel 2021 includeva il caso di un lupo solitario a Otranto che, nel giugno del 2020, ferì due persone dopo essere stato nutrito per giorni dai turisti. Un esame dell'animale rivelò il segno di un collare, indicando che fu precedentemente tenuto in cattività, e un'analisi genetica rivelò un basso livello di introgressione canina, altri attacchi sono succeduti tra i quali i più rilevanti sono state una serie di undici aggressioni nella provincia di Chieti culminate l'11 agosto 2023 a San Salvo, quando una bambina di 11 anni viene infine morsa al polpaccio da un lupo, certificato tramite analisi del dna sulle ferite della piccola, a settembre 2024 un bambino viene trascinato via da una lupa alle porte di Roma salvato da ragazzi intervenuti prontamente. A fine 2024 ISPRA certifica con analisi del dna 20 aggressioni a persone in Italia, a seguito i Carabinieri Forestali iniziano a formare i primi nuclei di pronto intervento attrezzati di pallottole di gomma e letali.
In Francia, l'Office français de la biodiversité registrò 3.280 incontri tra umani e lupi dal 1993 al 2020, di cui solo dieci erano di natura aggressiva, nove dei quali coinvolgendo lupi che si comportavano in modo difensivo, essendo stati provocati o sorpresi. In nessuno dei casi il lupo ferì la persona.

## Nella cultura latina e italiana

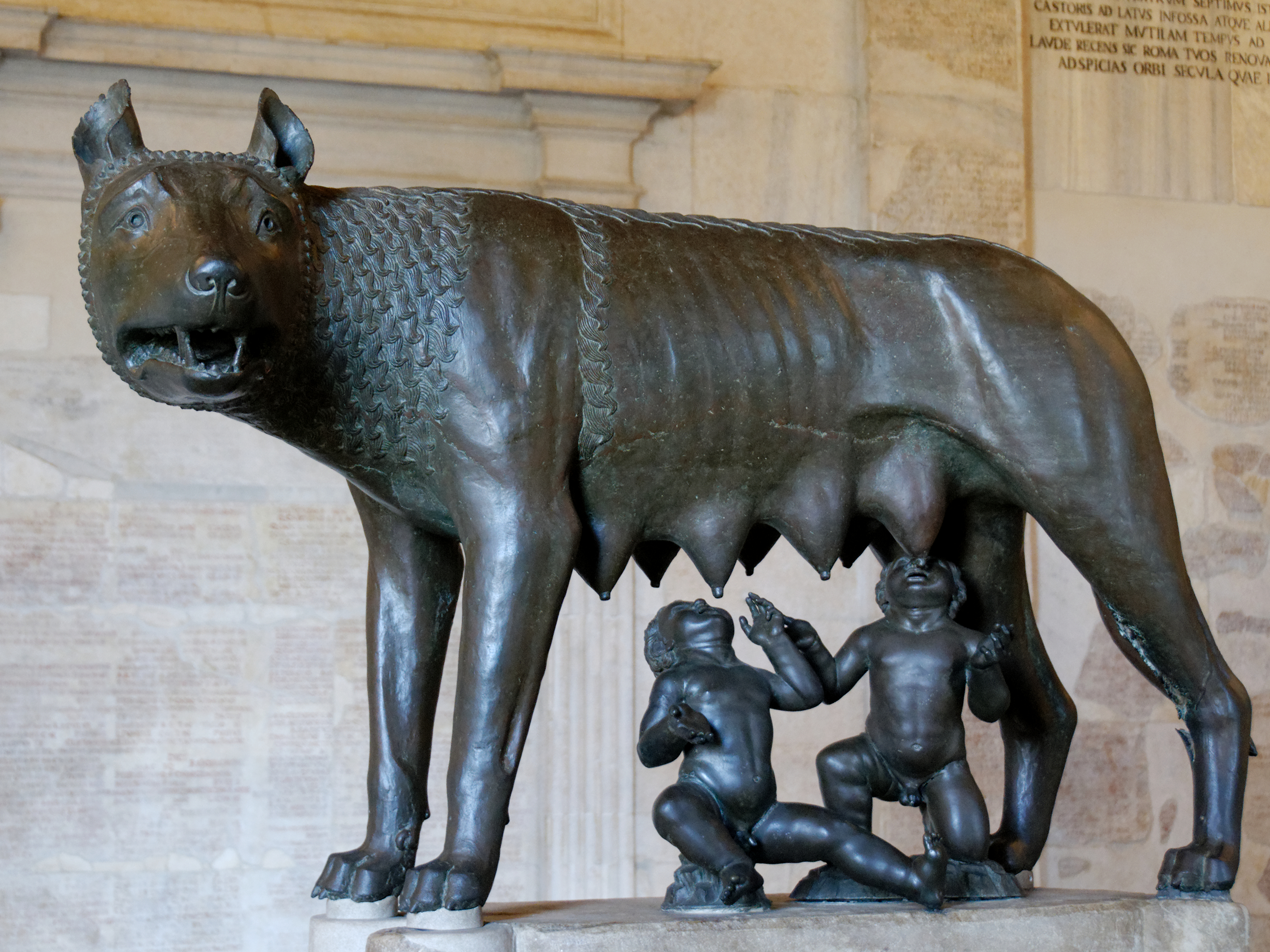
Lupa capitolina

L'animale svolge un ruolo importante nelle culture pre-romane, romana e italiana. Nella mitologia romana, Roma fu fondata nel 753 a.C. da Romolo e Remo, due gemelli allattati da una lupa. Secondo Terry Jones, i Romani videro la storia come indizio che i gemelli avessero trangugiato "gli appetiti feroci da lupo" attraverso il latte della loro madre surrogata. Il lupo era anche considerato come animale sacro di Marte e vederne uno prima d'andare in battaglia si riteneva un buon presagio. L'origine della leggenda è rintracciabile in un culto devoto ai lupi d'origine sabina. I Sabini avevano due parole per il lupo: hirpus, per i contesti religiosi, e lupus, che a sua volta fu incorporato nel latino.
Sebbene i Romani non venerassero i lupi, è possibile che considerassero la loro uccisione come un tabù; contrariamente agli Etruschi, i Romani sacrificavano i lupi solo raramente e non ci sono segnalazioni di lupi negli anfiteatri, sebbene fossero più numerosi e il loro habitat meno distante in confronto a molti altri animali comunemente utilizzati. L'utilizzo dei lupi nella medicina popolare, sebbene sia attestato da Plinio il Vecchio, fu minimo in confronto ad altre creature come i serpenti e gli orsi. Contrariamente all'immaginario popolare, gli imaginifer non indossavano pellicce di lupo; le uniche unità attestate d'indossarle furono i veliti, solitamente composti di soldati germanici poveri non socialmente inibiti nello sfruttare le pellicce di lupo. I lupi che entravano nelle città o nei templi solitamente venivano abbattuti solo se l'animale non aveva via di fuga, al contrario di vespe, buoi e gufi, che venivano subito uccisi se si infiltravano nelle zone sacre. Per questo, M. Rissanen ha ipotizzato che i romani non considerassero i lupi pericolosi, con i soli riferimenti alla loro aggressione verso l'uomo rintracciabili in proverbi e miti. 
Gli atteggiamenti culturali negativi verso i lupi in Italia cominciarono con l'invasione longobarda, che usavano i lupi come analogia nel descrivere zoomorficamente le loro stragi. La credenza nei licantropi fu ancora diffusa in Italia nei primi anni venti ed era tradizione tra le popolazioni rurali coprirsi il volto quando riposavano di notte durante una luna piena all'aperto, perché si riteneva che esporre la faccia alla luna avrebbe trasformato il dormiente in un lupo. Il lupo svolgeva anche un ruolo nella medicina popolare. Ai neonati irrequieti veniva messo attorno al collo un fascio d'intestino di lupo, mentre si riteneva possibile evitare gli aborti spontanei legando un intestino di lupo attorno all'addome della madre. Inoltre, si pensava che il grasso di lupo potesse curare i reumatismi e la tonsillite, mentre un dente o un ciuffo di pelo lupino veniva indossato come talismano contro il malocchio.
La caccia al lupo era praticata con diverse modalità, in funzione della disponibilità di armi e collaboratori, battute di caccia specifiche, 
fosse da lupo (luere), tagliole, ganci da lupo, lacci, esche avvelenate, cattura dei cuccioli alla tana. A queste si affiancavano pratiche religiose come messe del lupo, processioni, richieste di intercessione di santi quali, a seconda dei luoghi e periodi storici, ad esempio: San Defendente, San Giovenale, San Biagio, San Giulio, San Fabiano e Sebastiano, Beata Panacea, San Valentino, Divina Pastora.
Una superstizione, che si ritrova anche in alcuni divieti di vendita e consumo di "carne lupata" ovvero proveniente da animali aggrediti dai lupi, ritenuta per il consumo alimentare pericolosa per la salute.
In Italia esistono diversi musei e centri dedicati al lupo, focalizzati sia su aspetti naturalistici sia sul rapporto con l’uomo. Ecco una panoramica delle principali strutture:
- Museo del Lupo Appenninico – Civitella Alfedena (AQ, Abruzzo) fa parte del Centro Visite del Parco Nazionale d’Abruzzo, Lazio e Molise. Espone documenti, diorami, e materiali vari; è connesso a un’area faunistica dove si possono osservare lupi in semilibertà;[139]
- Museo Naturalistico del Lupo – Alessandria del Carretto (CS, Basilicata/Calabria), nel Parco Nazionale del Pollino, mira a sensibilizzare sui temi del lupo edel suo rapporto con l’uomo, tramite diorami e pannelli informativi[140];
- Museo del Lupo – Viggiano (Basilicata), primo museo naturalistico dedicato al lupo nel Sud Italia, realizzato nel 2000; ospita esemplari imbalsamati (lupo, aquile, tassi, volpi), fossili, rocce, e offre aule didattiche e postazioni multimediali tematiche (Fuoco, Terra, Aria, Acqua)[141];
- Museo del Lupo – Arsita (TE, Abruzzo) - museo didattico / ecomuseo con pannelli esplicativi e contenuti multimediali per avvicinare il pubblico, in particolare i più giovani, ai temi della fauna selvatica e del lupo[142];
- Centro Uomini e Lupi – Entracque (CN, Piemonte), centro visita tematico con percorso multimediale sul mito del lupo e area faunistica con torrette d’osservazione, di lupi in cattività non più in grado di vivere in natura[143];
- Museo del Lupo – Pretoro (CH, Abruzzo), combina la figura del lupo con tradizioni locali e raccoglie costumi storici e materiale legato alla rappresentazione del Miracolo di San Domenico[144],